# Savannakhét
Savannakhét (laot. ໄກສອນ ພົມວິຫານ, taj. ไกสอน พมวิหาน) – miasto położone w południowej części Laosu, w prowincji Savannakhét, której jest stolicą. Zamieszkuje je 120 000 ludzi. Etymologia nazwy Savannakhet pochodzi od słów Savanh Nakhone, co znaczy dosłownie „Miasto Raju”. Jest to trzecie (po stolicy Wientian i Pakxé) co do wielkości miasto Laosu. Leży nad rzeką Mekong. Jest największym miastem kraju nieposiadającym uniwersytetu.
Podobnie jak w większości laotańskich miasto zamieszkują tutaj Laotańczycy, Tajowie, Wietnamczycy i Chińczycy. Znajduje się tutaj XV-wieczna świątynia Buddyjska Wat Sainyaphum, chińska świątynia, kościół katolicki i meczet. W roku 2005 na rzece Mekong został zbudowany most łączący Savannakhét z Mukdahan (Tajlandia). W mieście znajduje się również port lotniczy.